# 瓜萊瓜伊縣

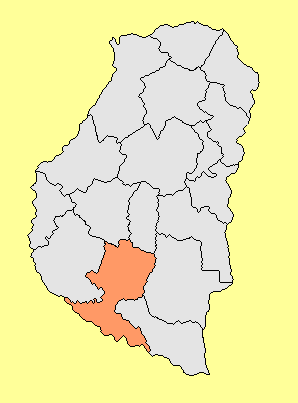

33°9′1″S 59°18′38″W / 33.15028°S 59.31056°W
瓜萊瓜伊縣（西班牙語：Departamento Gualeguay），是阿根廷的縣份，位於該國東北部恩特雷里奧斯省，首府設於瓜萊瓜伊，面積7,178平方公里，2010年人口51,883，人口密度每平方公里7.23人。